# CLDC
CLDC (Connected Limited Device Configuration) 是为运行在资源非常有限的设备（例如寻呼机或者手机）上的J2ME应用程序制订的架构。规范内容包括目标机器的特性、虚拟机规范和基本的API等等。 有1.0和1.1两个版本。

## 典型需求
16/32位CPU，至少160KB(1.0)或者192KB(1.1)内存对Java平台可用，某种网络的有限（经常是无线、低带宽和间歇）的连接。低功耗，可能是电池供电。

## 限制
- CLDC 1.0 不支持浮点运算，CLDC 1.1支持（这是两个版本的最主要区别）。

## Profile

### Mobile Information Device Profile
为手机制订，包含面向LCD的GUI API，而在MIDP 2.0则包括了基本的2D游戏API。为此编写的应用程序称为MIDlet，它和applet在某些地方概念上似乎有些类似。 2005年以来，大多数新手机都支持MIDP，使其称为供下载的手机游戏的事实上的标准。 

### Information Module Profile（JSR195）
它是为类似售货机、网卡、路由器、电话等只有简单的或者根本没有显示功能的系统设计， 有着有限的双向网络访问能力。它只定义了应用程序建立。存储和网络访问的API，只是MIDP的javax.microedition.io、 rms和MIDlet定义的子集。
西门子和诺基亚向JCP提交了该提案。

## 部分常规API
与J2SE相比，CLDC1.0的类库仅保留了Java规范定义中最核心的三个包：java.lang，java.io和java.uti，还重新定义了javax.microedition。
CLDC1.0所定义的三个核心包的内容与Java规范中所定义的三个核心包内容并不完全等价。CLDC1.0对Java规范中所定义的三个核心的包的内容进行了一些裁剪，仅保留了小型移动设备可能用到的一些类，方法及属性。例如java.util的类与接口由J2SE的47个缩减到10个。

### java.lang
即所谓系统类，包括对大多数java程序都要用的类。其中的标准java类型有Object、Class、Runtime、System、Integers和Strings等等，还有基本的exception、数学功能、系统功能、线程功能和安全功能等。

### java.io
标准版的java.io包的改型版本，执行Input/Output操作。 

### java.util
标准版的java.util包的改型版本。其包含集合类如Vector和Hashtable，还有Calendar、Date和TimeZone等类。